# Trachea tanahratana
Trachea tanahratana är en fjärilsart som beskrevs av Yoshimoto 1987. Trachea tanahratana ingår i släktet Trachea och familjen nattflyn. Inga underarter finns listade i Catalogue of Life.